# Mostafa El-Abbadi

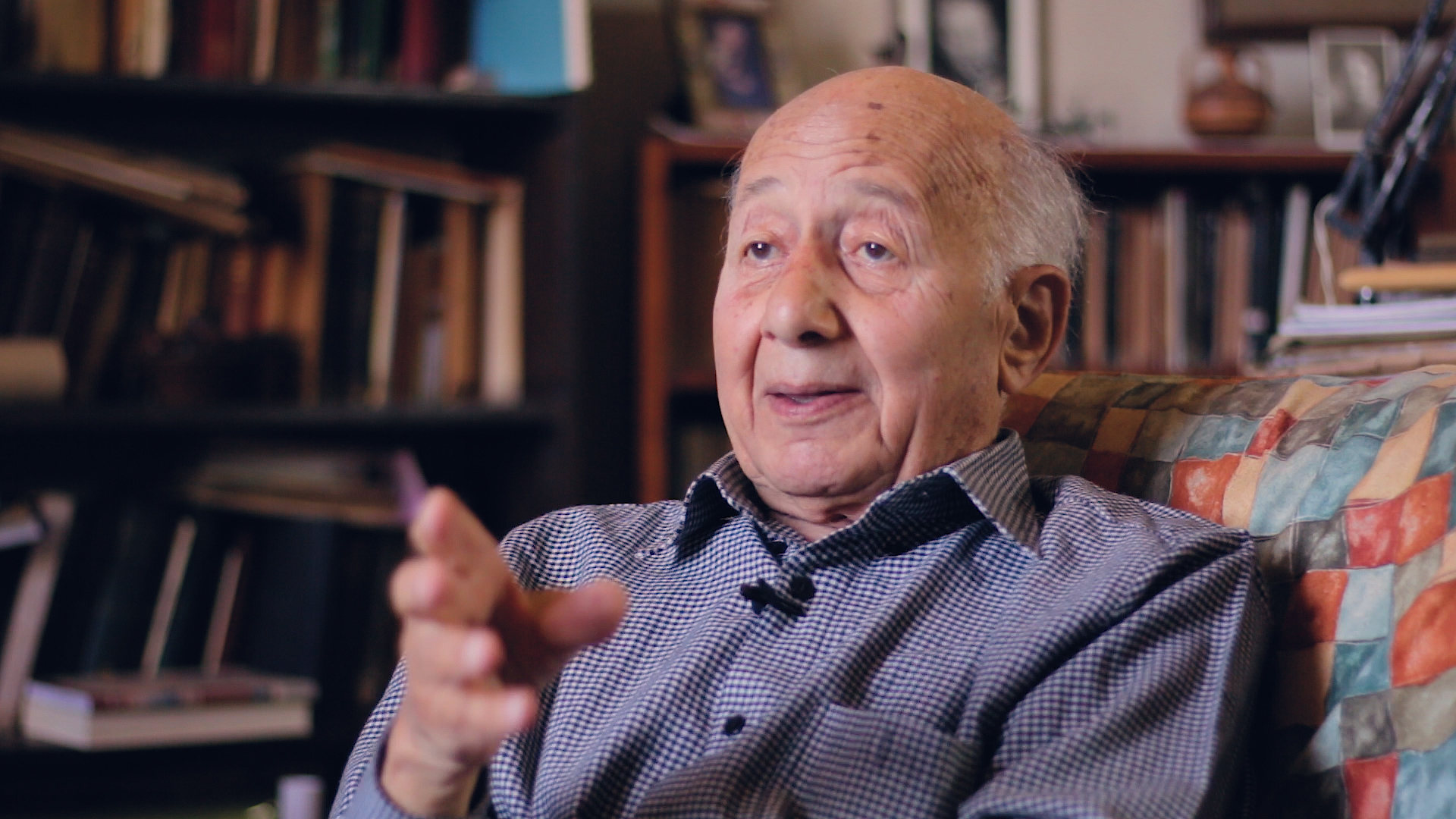
Mostafa El-Abbadi (2016)

Mostafa Abdel-Hamid el-Abbadi (arabisch مصطفى العبادي, DMG Muṣṭafā al-ʿAbbādī; * 10. Oktober 1928 in Kairo; † 13. Februar 2017 in Alexandria) war ein ägyptischer Historiker und Professor für griechisch-römische Studien. Er wurde bekannt durch die Anregung zum Bau der Bibliotheca Alexandrina.

## Leben
El-Abbadi wurde am 10. Oktober 1928 in Kairo geboren. Seine Eltern stammten aus Alexandria. Sein Vater, Abdel-Hamid El-Abbadi, war Historiker und Gründungsdekan der Philosophischen Fakultät der Universität von Alexandria. Er selbst studierte griechisch-römische Geschichte an der Universität Alexandria und erwarb später seinen Master und seine Doktorwürde an der University of Cambridge. Nach Abschluss seines Studiums kehrte er in den 1960er Jahren zurück nach Alexandria. Er war mit der Literaturkritikerin Azza Kararah verheiratet und hatte einen Sohn und eine Tochter.
Bereits während seines Studiums, wie er 2004 in einem Interview sagte, plante er, eine Bibliothek in Anlehnung an die antike Bibliothek von Alexandria zu verwirklichen und für den Publikumsverkehr zu öffnen. Infolge langandauernder bewaffneter Konflikte zwischen Ägypten und Israel blieb sein Anliegen ungehört. Lediglich 1972 trug er sein Vorhaben Alexandriner Universitätsgesellschaften vor. Nach mehreren Reisen kehrte er 1984 zurück nach Ägypten und konnte ein Treffen mit dem damaligen Universitätsleiter Alexandrias erwirken. Um das Projekt zu finanzieren, kontaktierte El-Abbadi die UNESCO, die zu dieser Zeit Projekte zur Rettung nubischer Monumente in Ägypten, wie des Tempels von Abu Simbel, finanziell unterstützte. Die Gespräche waren erfolgreich, und El-Abbadi erhielt eine finanzielle Unterstützung in Höhe von 220 Millionen US-Dollar. Das norwegische Architekturbüro Snøhetta war für den Entwurf und die Bauleitung verantwortlich. 1988 begannen die Bauarbeiten, die nach rund zwölf Jahren im Jahr 2000 beendet wurden. 2002 wurde die Bibliothek eröffnet. Die Regierung um Husni Mubarak lud El-Abbadi jedoch zu diesem Tag nicht ein; El-Abbadi hatte Kritik an der Art der Durchführung der Bauarbeiten geäußert, die am Standort der Ptolemäischen Paläste durchgeführt wurden. Nach der Eröffnung der Bibliothek prangerte er an, „dass die Bibliothek Gefahr laufe, ‚ein Kulturzentrum‘ zu werden, anstatt ihr ‚Versprechen als Forschungszentrum von Weltrang‘ zu erfüllen“.
Für seine Leistungen wurde El-Abbadi mit dem Nil-Orden ausgezeichnet. Er war Mitglied des ägyptischen Obersten Kulturrates (SCC), Mitglied des Supreme Council of Antiquities (SCA) und des Institut d’Égypte. Er diente als Präsident der Archäologischen Gesellschaft von Alexandria und war Berater der UNESCO. Er erhielt die Ehrendoktorwürde der Université du Québec à Montréal (UQAM).
El-Abbadi starb am 13. Februar 2017 im Alter von 88 Jahren in Alexandria an den Folgen eines Herzinfarkts. Am 10. Oktober 2022 wurde er mit einem Google Doodle geehrt. Er wäre an diesem Tag 94 Jahre alt geworden.

## Publikationen (Auswahl)
- What happened to the ancient Library of Alexandria? Brill, Leiden 2008.
- The Life and Fate of the Ancient Library of Alexandria. UNESCO, Paris 1990, 1992, 1999.
- The Alexandrian Citizenship. In: Journal of Egyptian Archaeology, 1962.